# Фольксхайм
Фольксхайм (нем. Volxheim) — община в Германии, в земле Рейнланд-Пфальц. 
Входит в состав района Бад-Кройцнах. Подчиняется управлению Бад Кройцнах.  Население составляет 1080 человек (на 31 декабря 2010 года). Занимает площадь 4,91 км².